# Танталові руди
Танталові руди — природні мінеральні утворення, що містять тантал в таких концентраціях, при яких економічно доцільне і технологічно можливе його вилучення.

## Загальний опис
Загалом відомо понад 100 мінералів, що містять Та, з них у понад 50 тантал — один з основних елементів. Найважливіші з них — танталіт, колумбіт-танталіт, воджиніт, мікроліт, стрюверит, лопарит, гатчетоліт і інш.
Танталові руди в основному складають рідкіснометалічні пегматити, танталоносні ґраніти, карбонатити, розсипи.
За інш. класифікацією Т.р. пов'язані з такими породними асоціаціями: 1. рідкіснометалічними ґранітами і метасоматитами; 2. рідкіснометалічними лужними ґранітами і метасоматитами; 3. рідкіснометалічними пегматитами; 4. карбонатитами і лужними ультраосновними гірськими породами; 5. агпаїтовими нефеліновими сієнітами; 6. лужними ефузивами.
Рідкіснометалічні тантал-ніобій-цирконієві  руди складаються зазвичай з легких мінералів густиною менше 3,0 г/см3 (кварц, польовий шпат, нефелін, кварцит і т. п.) та важких мінералів густиною більше 4,0 г/см3 (тантало-ніобати, пірохлор, циркон, ільменіт, каситерит та інші) 
Сер. вміст Та2О5 в рудах 0,015-0,03 %.
Серед Т.р. розрізнюють: власне танталові (Та2О5:Nb2О5 не менше 1:4) і комплексні, танталоніобієві (Та2О5:Nb2О5 від 1:4 до 1:20).
До унікальних і великих належать родовища, що вміщають 10-15 тис. т Та2О5, малих — 1-2 тис. т Та2О5.
- До власне танталових руд відносять руди, з яких рентабельно вилучати тантал без урахування вартості ніобію. До цієї групи родовищ відносять рідкіснометалічні граніти і пегматити, а також гатчелітові карбонатити. Середній вміст Та2О5 в рудах 0,015 — 0,030 %. Багаті родовища містять понад 0,025 % Та2О5, бідні 0,012-0,015 % Та2О5. Концентрати містять відповідно від 5—8 до 60—65 % Та2О5.

- До тантало-ніобієвих (змішаних) руд відносять ті, у яких ніобій хоча й переважає над танталом, але тантал ще доцільно вилучати попутно. У основному ці родовища зв'язані з сублужними гранітоїдами і нефеліновими сієнітами. Середній вміст Та2О5 в змішаних рудах 0,010 — 0,0016 %. Концентрати містять відповідно від 0,5 до 5 % Та2О5.

В танталових і ніобій-танталових рудах іноді присутні в промислових концентраціях інші корисні компоненти: літій (у вигляді сподумену або літієвих слюд, цезій, рубідій (слюда), берилій (берил), олово (каситерит).
В ніобій-танталових рудах часто присутні лантаноїди та ітрій, цирконій і гафній, іноді торій, уран, титан, літій, рубідій, флюорит. Рідкісноземельні метали, торій, уран, титан частіше входять до складу ніобій-танталових мінералів і концентратів.
Загальною рисою всіх ніобій-танталових концентратів і руд, що лімітує їх використання в якості джерела танталу, є одночасне отримання з них в результаті хіміко-металургійної переробки значної кількості пентаоксиду ніобію при відносно високій його собівартості. При цьому пентаоксид ніобію має обмежений промисловий попит в порівнянні з більш дешевим фероніобієм, який виробляють по простій і дешевій технології з пірохлору, що не містить танталу та рідкісних земель.
Світові запаси Т.р. понад 200—300 тис. т. З них понад 55 % запасів укладено в пегматитах і корах вивітрювання на них, бл. 32 % в олов'яних розсипах Сх. Азії і Бразилії. Гол. видобувні країни — Австралія, Бразилія, Канада, Таїланд. Осн. прогнозні ресурси Т.р. — в цих же країнах, а також в Мозамбіку, Ефіопії, Єгипті, Алжирі, Франції і Саудівській Аравії. Унікальним родовищем танталу є пегматити Бернік-Лейк в Канаді (0,24 %Та2О5).

## Танталові руди в Україні
Україна володіє значними ресурсами танталу і ніобію. Поклади розташовані в межах Українського кристалічного щита (Кіровоградський блок) та в Приазов'ї.
Тантал і ніобій виявлені у комплексних родовищах і рудопроявах центральної, південно-східної та північно-західної частини Українського щита. На північному заході Українського щита були виявлені тантал-ніобієві руди (в асоціації з ітрієм, цирконієм та оловом). Промислові концентрації Танталу виявлено в комплексних родовищах та рудопроявах у межах центральної, південно-східної та північно-східної частини Українського кристалічного щита.
У Приазов’ї виявлені та розвідані два комплексних родовища рідкісних металів – Новополтавське (рудоносні карбонатити) та Мазурівське (рідкіснометальні нефелінові сієніти і метасоматити) з відносно значними запасами танталу і ніобію.
Станом на 2021 рік Державним балансом запасів корисних копалин України запаси п`ятиоксиду танталу та ніобію обліковуються по 5-ти родовищах: комплексним розсипним циркон-рутил-ільменітових Малишевському та Вовчанському (Дніпропетровська область), корінному апатит-рідкіснометальному Новополтавському (Запорізька область), у відходах збагачення вивітрілих руд Східної ділянки Мазурівського родовища (Донецька обл.) та по ділянці танталових руд Мостове у межах рудної зони 3 (Кіровоградська область). Видобуток в незначній кількості проводиться на Малишевському та Вовчанському родовищах.

## Промислові типи родовищ танталових руд
До промислових типів родовищ Т.р. належать: магматичні, пегматитові, альбітитові, полевошпатових метасоматитів, карбонатитові, вивітрювання і розсипні.
- До магматичних родовищ належать лопаритоносні стратифіковані масиви агпаїтових нефелінових сієнітів, пов'язані з тектоно-магматичною активізацією древніх щитів і представлені округлими в плані масивами центрального типу, що мають у вертикальному розрізі лійкоподібну форму. Лопарит — комплексна сировина, з нього добувають Та, Nb, TRCe, Ti. Рудні концентрати містять 0,5-0,6 % Та2О5 при співвідношенні Nb2O5:Та2О5 = 13:1-14: 1.

- Пегматитові родовища — осн. промисловий тип танталовмісних родовищ. Тантал вилучається попутно зі сподуменових пегматитів (див. родовища літію) і пегматитів, що містять полуцит (див. родовища цезію і рубідію). Основний світовий видобуток припадає на мікроклін-сподумен-(петаліт)-альбитові пегматити, що містять від 0,02 до 0,03 % Та2О5 при співвідношенні Nb: Та від 1:1 до 1:3. Геохімічно пегматити характеризуються високою концентрацією Mn, Ta>Nb, Li, Rb, Cs, Be, В, Sn, Р, Tl, Ga, появою іноді Bi, Sb. Нарівні з жильними серіями в окремих регіонах світу (хр. Блек Гіллс, Південна Дакота, США; Монгольський Алтай, Китай) зустрічаються аналогічні за складом пегматити, представлені зональними, повнодиференційованими штоками або трубками. Зруденіння в подібних родовищах гніздове і рудні мінерали досягають гігантських розмірів (Етта Майн, хр. Блек Гіллс).

- Альбітитові родовища виникають в складчастих областях на посторогенних етапах їх розвитку і пов'язані з багатофазними ґранітними комплексами. Кінцеві (заключні) їх фази локалізуються у вузлах сполучення тектонічних зон і зустрічаються у вигляді невеликих (до 1 км²) штоків, куполів, що формуються на глибинах 1-2,5 км. Вміст Та2О5 в куполах — від 0,01-0,02 % до 0,03-0,04 %, але швидко падає з глибиною.

- Родовища полевошпатових метасоматитів локалізуються в зонах активізації і пов'язані з регіональними розломами, що проходять в межах фундаменту платформ, або в областях завершеної складчастості. Родовища представлені довгастими покладами, що не мають чітких геологічних контурів з вкрапленими і прожилково-вкрапленими рудами. Основний рудний мінерал — пірохлор, збагачений TR, що містить 4-6 % Та2О5 при співвідношенні Nb: Та 10:1-12:1. Геохімічно відрізняються підвищеними вмістами F, Zr, Nb>Ta, TRCe, TRY, Th, U, Mo іноді Li, Sn, Be.
- Відомі делювіально-алювіальні і алювіальні розсипи танталіту, що виникають при розмиві рідкісноземельних пегматитових полів. При інтенсивному тропічному вивітрюванні, великій кількості пегматитових полів і сприятливих геоморфологічних умовах виникає велике число дрібних розсипів із запасами від декількох десятків до сотень тонн Та2О5, які відпрацьовуються в Конго, Нігерії, Бразилії.

## Виробництво танталу
Сировиною для виробництва танталу за кордоном є рудні танталові концентрати і танталвмісні олов'яні шлаки.
Світовим лідером з видобування танталової сировини є компанія Sons of Gwalia, яка розробляє родовища Грінбушес та Уоджіна в штаті Західна Австралія.
Хіміко-металургійне виробництво танталової продукції — металевого танталу в порошках і зливках, прокатних виробах, сплавах, пентаоксиді, карбіді та інших хімічних сполуках, — здійснюється в основному на заводах США, Японії та ФРН; пентаоксид танталу виробляється також в Бразилії. Нещодавно виробником готової танталової продукції став Таїланд.
Найбільшими компаніями — виробниками танталових продуктів є німецька компанія H.C. Starck та американська Cabot Corp., а також їх дочірні компанії в Японії — Starck VTECH і Showa Cabot Supermetals.
Загальне виробництво металевого танталу в порошках коливається в межах 700—900 т на рік, танталу в зливках — 200—250 т, прокату — 250—300 т, сполук танталу (включаючи карбід і флуортанталат калію) — 300—350 т на рік.
До 25 % загальних потреб в металі задовольняється за кордоном шляхом утилізації вторинних ресурсів (танталовий брухт та інші відходи). Так, в США питома вага вторинного танталу, який отримують із старого скрапу (танталові конденсори і вироби) складає 20 %, в Японії — 20-25 %.
Основні галузі застосування танталу — це електроніка (55 % загального споживання), виробництво твердих сплавів (20 %), хімічного обладнання (15 %), суперсплави (8 %), та інші галузі (2 %).
В електронній промисловості тантал використовується у вигляді порошку конденсаторного сорту, танталового дроту і фольги у виробництві танталових електролітичних конденсаторів — ТЕКів.
Карбід танталу входить до складу деяких марок твердих сплавів на основі WC-TiC-Co, які використовуються у виробництві металорізальних інструментів.
В хімічному машинобудуванні тантал використовується завдяки своїй корозійній стійкості в кислотах та іншому агресивному середовищі для покриття деталей, та виробництва окремих вузлів хімічних апаратів.
В ракетно-космічній техніці та надзвуковій авіації застосовуються суперсплави на основі нікелю і кобальту з добавками танталу (5-6 %). Тантал підвищує жаростійкість суперсплавів до 800—1000 °C, та їх стійкість до окиснення. Суперсплави з танталом використовуються як конструкційний матеріал при виготовленні деталей авіаційних двигунів — лопатей газових турбін, і ін. Як один з матеріалів для виробництва ядерних реакторів космач-ного призначення розглядається сплав 90 % Ta, 8 % W, 2 % Hf. Темпи щорічного росту споживання танталу в суперсплавах оцінюються в 5-6 % на рік.
Добавки оксиду танталу у спеціальне оптичне скло підвищує їх коефіцієнт заломлення та хімічну стійкість. Танталат літію застосовується в найновіших галузях техніки — нелінійній та інтегральній оптиці, квантових генераторах і акустичних пристроях. Тантал використовується і як протезний матеріал в хірургії — він не токсичний, хімічно інертний, не відбувається відторгнення його людським організмом.